# Holtzwihr
Holtzwihr foi uma antiga comuna francesa na região administrativa de Grande Leste, no departamento Alto Reno. Estendia-se por uma área de 6,44 km². Em 2010 a comuna tinha 1 860 habitantes (densidade: 288,8 hab./km²).
Em 1 de janeiro de 2016, foi incorporada à nova comuna de Porte-du-Ried.